# Liste der Olympiasieger im Surfen
Die Liste der Olympiasieger im Surfen listet alle Sieger sowie die Zweit- und Drittplatzierten bei Olympischen Sommerspielen im Surfen seit 2020 auf, gegliedert nach Männern und Frauen.

## Männer

### Shortboard
| Olympia | Gold           | Silber         | Bronze         |
| ------- | -------------- | -------------- | -------------- |
| 2020    | Italo Ferreira | Kanoa Igarashi | Owen Wright    |
| 2024    | Kauli Vaast    | Jack Robinson  | Gabriel Medina |

## Frauen

### Shortboard
| Olympia | Gold           | Silber              | Bronze        |
| ------- | -------------- | ------------------- | ------------- |
| 2020    | Carissa Moore  | Bianca Buitendag    | Amuro Tsuzuki |
| 2024    | Caroline Marks | Tatiana Weston-Webb | Johanne Defay |